# (200375) 2000 QQ91
(200375) 2000 QQ91 es un asteroide perteneciente al cinturón de asteroides descubierto el 25 de agosto de 2000 por el equipo del Lincoln Near-Earth Asteroid Research desde el Laboratorio Lincoln, Socorro, Nuevo México, Estados Unidos.

## Designación y nombre
Designado provisionalmente como 2000 QQ91.

## Características orbitales
2000 QQ91 está situado a una distancia media del Sol de 2,522 ua, pudiendo alejarse hasta 3,116 ua y acercarse hasta 1,929 ua. Su excentricidad es 0,235 y la inclinación orbital 7,049 grados. Emplea 1463,71 días en completar una órbita alrededor del Sol.

## Características físicas
La magnitud absoluta de 2000 QQ91 es 16,4. 